# Tang Haili
Tang Haili (30 de diciembre de 1962) es un deportista chino que compitió en judo. Ganó una medalla de plata en los Juegos Asiáticos de 1986 en la categoría de –78 kg.

## Palmarés internacional
| Juegos Asiáticos | Juegos Asiáticos     | Juegos Asiáticos | Juegos Asiáticos |
| Año              | Lugar                | Medalla          | Categoría        |
| ---------------- | -------------------- | ---------------- | ---------------- |
| 1986             | Seúl (Corea del Sur) | Medalla de plata | –78 kg           |